# Sapotizeiro
O Sapotizeiro (Manilkara achras/Achras zapota) ou sapota (do náuatle tzapotl) é uma árvore da família Sapotaceae que produz um fruto comestível chamado sapoti ou sapota. É originário da América Central, desenvolvendo-se em regiões de clima subtropical da Ásia, América e Oceania. Na Índia, existem cerca de vinte variedades.

## Usos

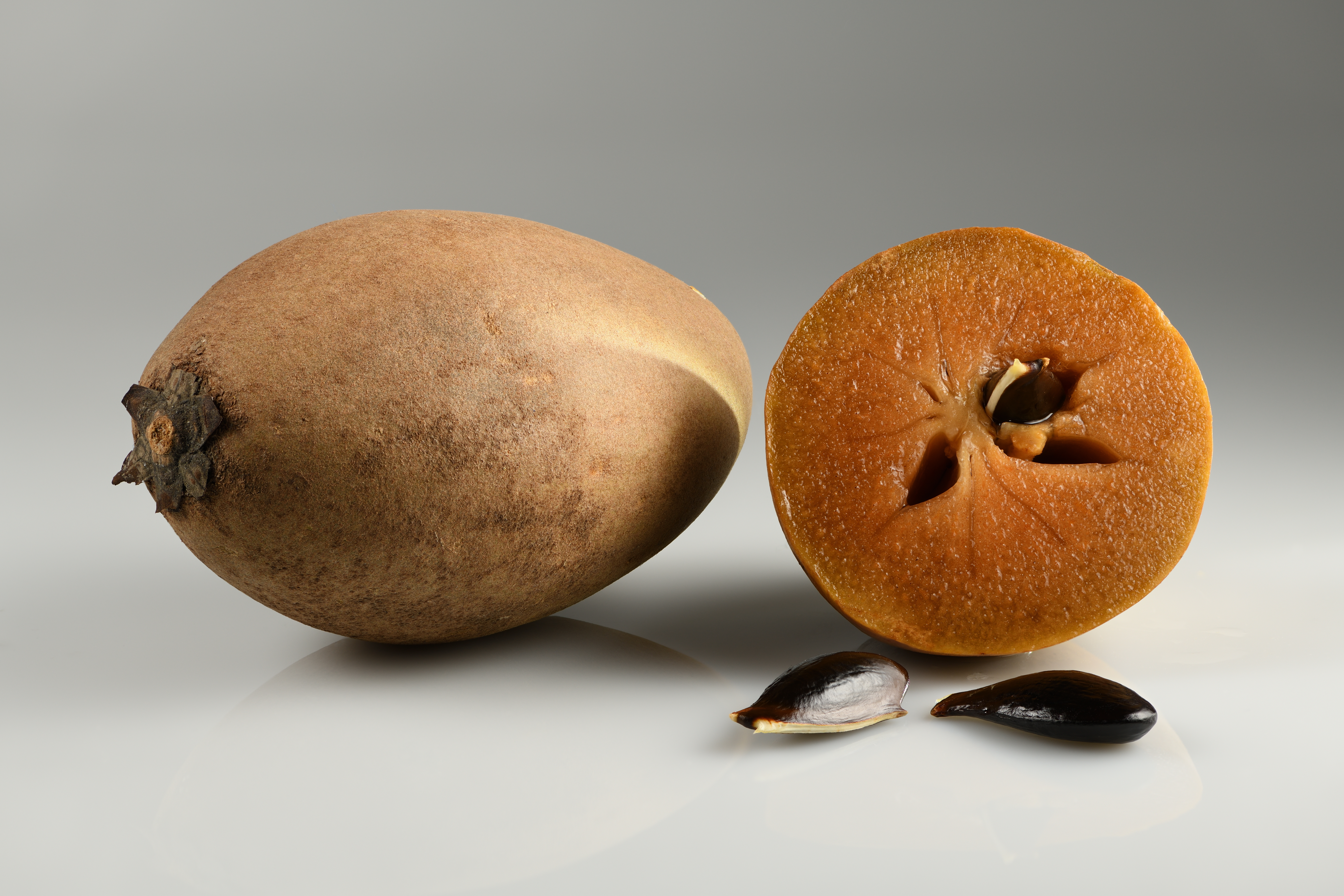
Fruta

Em muitas regiões, o fruto desta árvore pode ser comido ao natural, se bem que ele também pode ser muito conveniente na confecção de doces.
Seu látex é utilizado para fabricação de goma de mascar (chicle ou chiclete), cabos de ferramentas e móveis.
O sapoti é uma fruta subutilizada pelo público em geral, mas valorizada por comunidades indígenas devido às suas propriedades nutricionais e medicinais. Ele contém uma variedade de nutrientes, como carboidratos, proteínas, gorduras, fibras, vitaminas e minerais (Tabela - Valores nutricionais do Sapoti). Além disso, o sapoti é rico em fitoquímicos que são benéficos para a prevenção e tratamento de doenças. O fruto também contém fibras alimentares, glicose, frutose, sacarose, vitaminas, poliaminas, ácidos graxos e diversos fitoquímicos. Além disso, o sapoti é uma boa fonte de minerais, incluindo cálcio, potássio, cobre, zinco e ferro.
Os polissacarídeos são carboidratos complexos compostos por unidades de monossacarídeos repetidas ligadas por ligações glicosídicas. Polissacarídeos de plantas, incluindo aqueles encontrados no sapoti, estão associados a diversos benefícios, como propriedades antimicrobianas, antioxidantes, anticancerígenas, anti-hiperlipidêmicas e anti-inflamatórias.
Os carboidratos são o principal componente do sapoti e, embora as frutas totalmente maduras contenham muito pouco amido, são ricas em açúcares livres. As concentrações de açúcares individuais variam durante o amadurecimento, sendo a sacarose a que apresenta o maior aumento, seguida pela frutose e glicose. No entanto, as frutas muito maduras têm uma concentração relativamente menor de sacarose em comparação com frutose e glicose. O teor total de açúcar no sapoti aumenta de 11% a 15% durante as fases de desenvolvimento completo até as frutas semi-verdes, principalmente devido ao aumento nos níveis de açúcar não-redutor de 2% para 6%. 
O sapoti contém um total de fibra alimentar de cerca de 5,3 g, e a extração de pectina da fruta depende principalmente da sua casca e epicarpo. O teor de proteína desempenha um papel importante na determinação da pureza da pectina extraída. A pectina do sapoti apresentou um baixo nível de proteína em diferentes valores de pH, de 1,71% a 4,04%; isso também influenciou as propriedades de geleificação da pectina.
Apesar do sapoti conter uma boa quantidade de fibras alimentares e carboidratos, apresenta um teor relativamente baixo de proteínas, variando de 0,52% a 0,76%. A porcentagem de aminoácidos e proteínas solúveis em água diminui durante o desenvolvimento da fruta; no entanto, ela inclui maior atividade de enzimas como amilase, invertase, fosfatase e inulase. A taxa de proteínas solubilizadas tem sido relatada como aumentando durante o armazenamento, saindo de cerca de 1700 mg kg−1 para 2506 mg kg−1 a 27 ◦C após o 4º dia de armazenamento.
Com relação aos minerais, o sapoti possui níveis mais altos de cálcio e potássio. O potássio é o mineral mais prontamente disponível, com um teor de aproximadamente 7,2 mg/g. Além disso, as concentrações minerais na fruta variam com o crescimento da mesma. A concentração de ferro diminuiu de 4,5 μg/g na fase inicial do desenvolvimento da fruta para um mínimo de 1,0 μg/g na fruta totalmente desenvolvida. Da mesma forma, as concentrações de manganês foram encontradas em níveis mais baixos, de aproximadamente 7,0 μg/g nas primeiras etapas do desenvolvimento da fruta, para um nível mínimo de 0,5 μg/g na fruta totalmente madura. No que diz respeito a outros minerais, o sapoti apresenta os maiores níveis de Fe, ou seja, 14,2 μg/g, seguido por Cu (1,7 μg/g), Mn (1,5 μg/g) e Zn (1,0 μg/g). Variações significativas nas concentrações minerais em diferentes estudos podem ser atribuídas ao ambiente e outras práticas agronômicas. 
O sapoti é uma fruta rica em fitoquímicos com propriedades antioxidantes, como o ácido p-hidroxibenzoico, carotenoides como o β-caroteno, e compostos fenólicos como ácido gálico, catequina e quercetina. A casca do sapoti possui teores ainda mais elevados desses fitocompostos. Os extratos etanólicos apresentaram capacidade de inibir os radicais DPPH e ABTS, e também mostraram atividades anticolagenase e antielastase. Além disso, demonstraram efeitos inibitórios no crescimento celular de um carcinoma, com redução significativa do número de células tumorais.  Há oportunidades para explorar ainda mais esses compostos em termos de perfil fitoquímico, sabor e sensorial, bem como para desenvolver métodos de extração mais eficientes e sustentáveis.
| Tabela - Valores nutricionais do Sapoti |                         |
| GRUPO                                   | COMPOSIÇÃO              |
| Teor de umidade                         | 69.46%                  |
| Gordura bruta                           | 1.1%                    |
| Proteína bruta                          | 0.71%                   |
| Cinzas                                  | 0.6%                    |
| Fibra alimentar total                   | 5.21%                   |
| Carboidrato                             | 20.0 g                  |
| Açúcares totais                         | 15.96%                  |
| Açúcares redutores                      | 9.58%                   |
| Minerais                                |                         |
| Ferro                                   | 2.13 mg/100 g           |
| Potássio                                | 193.0 mg/100 g          |
| Fósforo                                 | 21.05 mg/100 g          |
| Cálcio                                  | 96.12 mg/100 g          |
| Magnésio                                | 12.0 mg                 |
| Sódio                                   | 12.0 mg                 |
| Selênio                                 | 0.6 μg                  |
| Pigmentos                               |                         |
| Carotenoides (mg/100 g)                 | 2.50                    |
| Antocianinas totais (mg/100 g)          | 2.54                    |
| Licopeno                                | 41.93 µg/100 g          |
| Vitaminas                               |                         |
| Vitamina A                              | 60 IU                   |
| Vitamina C                              | 14.7 mg                 |
| Riboflavina                             | 0.020 mg                |
| Niacina                                 | 0.200 mg                |
| Ácido pantotênico                       | 0.2528 mg               |
| Vitamina B-6                            | 0.037 mg                |
| Folato                                  | 14.0 μg                 |
| Lipídios                                |                         |
| Ácido linoleico                         | 0.011 g                 |
| Ácido palmítico                         | 0.1 g                   |
| Ácido oleico                            | 0.521 g                 |
| Ácido esteárico                         | 0.094 g                 |
| Aminoácidos                             |                         |
| Triptofano                              | 0.005 g                 |
| Leucina                                 | 0.024 g                 |
| Lisina                                  | 0.039 g                 |
| Arginina                                | 0.017 g                 |
| Ácido glutâmico                         | 0.038 g                 |
| Ácido aspártico                         | 0.032 g                 |
| Prolina                                 | 0.036 g                 |
| Pectina                                 |                         |
| Umidade (%)                             | pH5: 5.29, pH 3: 6.02   |
| Cinzas (%)                              | pH5: 5.11, pH 3: 4.13   |
| Peso equivalente                        | pH5: 1700, pH 3: 2680   |
| Teor de metoxil (%)                     | pH5: 5.1, pH 3: 4.4     |
| Ácido anidrourônico                     | pH5: 39.33, pH 3: 31.78 |
| Proteína (%)                            | pH5: 1.71, pH 3: 3.36   |
| Teor de ácido galactourônico (%)        | pH5: 77.7, pH 3: 65.8   |
| Grau de esterificação                   | pH5: 73.63, pH 3: 72.1  |
| Fonte: BANGAR et al. 2022               |                         |